# Гольштейн-Готторпи

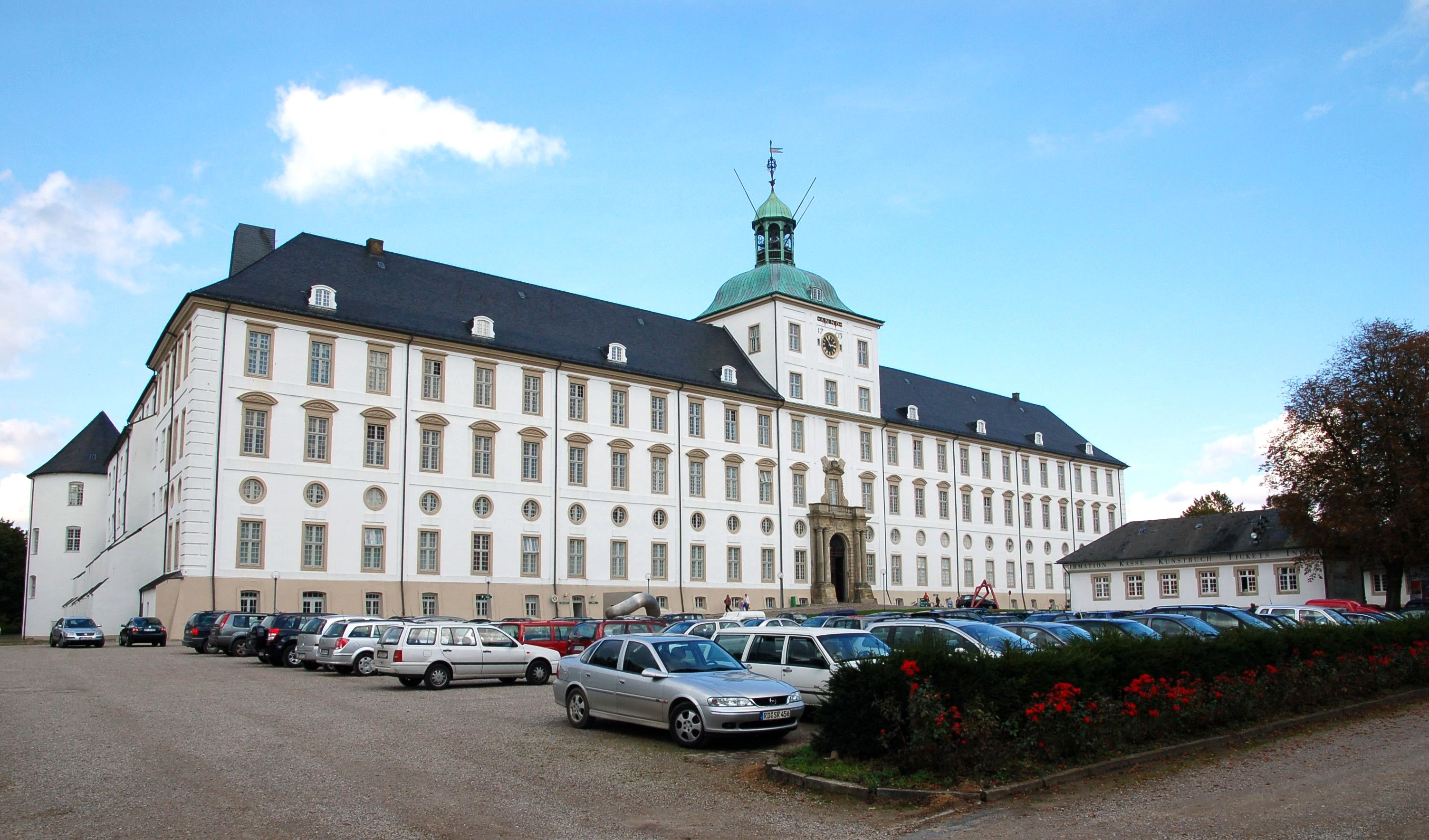
Замок Готторп — колишня резиденція Готторпів

Гольштейн-Готторпи або Шлезвіг-Гольштейн-Готторпи (нім. Schleswig-Holstein-Gottorf) — німецька герцогська династія, правила в так званій «герцогській» частині Шлезвіг-Гольштейну в період 1544–1773. Молодша лінія данського королівського дому Ольденбургів.
В 1751—1818 Готторпи займали королівський престол у Швеції. У 1761 р. готторпський герцог Карл Петр Ульріх став російським царем під ім'ям Петра III (правив у 1761—1762). Відтоді відгалуження роду — Гольштейн-Готторп-Романови правили у Російській імперії до 1917 року. У 1773 р. син Катерини II готторпський герцог Павло I обміняв володіння Готторпів у Шлезвіг-Гольштейні на Ольденбург та Дельменхорст, що належали Данії.